# San Joaquín, Valle de Santiago
San Joaquín är en ort i Mexiko.   Den ligger i kommunen Valle de Santiago och delstaten Guanajuato, i den centrala delen av landet, 230 km väster om huvudstaden Mexico City. San Joaquín ligger 1 726 meter över havet och antalet invånare är 338.
Terrängen runt San Joaquín är kuperad söderut, men norrut är den platt. Runt San Joaquín är det ganska tätbefolkat, med 111 invånare per kvadratkilometer. Närmaste större samhälle är Valle de Santiago, 5,4 km väster om San Joaquín. Trakten runt San Joaquín består till största delen av jordbruksmark.